# Anakonde
Anakonde (lat. Eunectes) su rod zmija iz porodice kržljonoški. Žive u kišnim šumama Južne Amerike.

## Vrste
- Eunectes murinus, Velika anakonda
- Eunectus notaeus, žuta anakonda
- Eunectus beniensis, beni anakonda
- Eunectus deschauenseei

Kada se govori o "anakondi", najčešće se misli na veliku anakondu, čije stanište je uglavnom područje Amazone. Najčešće naraste u dužinu do 7 m. U rijetkim, iznimnim slučajevima, ona može biti duga i 8-9 m i težiti više od 150 kg, no u pravilu su značajno kraće. Nisu duže od mrežastih pitona (Python reticulatus), ali su znatno deblje i teže od njega, pa ih se stoga smatra najvećom i najtežom zmijom na svijetu.
Žuta anakonda (poznata i pod nazivom paragvajska anakonda) dosiže najveću dužinu od 4,50 m i u međuvremenu ju se može sresti i u terarijima u Europi.
Anakonde žive semiakvatički, što znači da ih se može sresti u močvarnim područjima, ali i u potocima i rijekama. U Brazilu ju se može sresti bilo gdje, čak i u blizini velikih gradova (Sao Paolo). Love sve što nije dovoljno brzo da pobjegne. Plijen su joj glodavci, ptice, manje kornjače, pa čak i vodenprasci i mali do srednje veliki kajmani. Jednako tako velik dio njihove hrane su i neke ribe, čak i neke snažno oklopljene vrste somova.  

## Vanjske poveznice

### Ostali projekti
|  | Wikivrste imaju podatke o taksonu Eunectes |